# Keten van de Rachawarabhorn
De Keten van de Rachawarabhorn of "Noparatana Rachawarabhorn" was een Thaise onderscheiding die in het begin van de 19e eeuw aan Thaise zegevierende veldheren, het land was voortdurend in oorlog met de Khmer en de Birmanen, werd verleend. Men is deze door Rama I ingestelde keten, de opvolger van de "Grote Keten van Pra Nop" indertijd de Keten van de Rachawarabhorn gaan noemen.

## Geschiedenis van de keten
In de Ayathaya periode (1300 tot 1700) was een sieraad met negen edelstenen (noparat) een insigne van de koning van Siam. Deze keten bestond uit drie strengen van gouden kettingen verbonden met een roosvormig sieraad waarin de negen stenen waren gezet.
- Diamant
- Robijn
- Smaragd
- Topaas
- Granaat
- Safier
- Parel
- Zirkoon
- Groene kattenoog

In moderne ogen zijn dit niet allemaal edelstenen, een parel is geen steen of mineraal en een zirkoon rekent men tot de halfedelstenen de betekenis is dan ook symbolisch en niet mineralogisch.
Een "grote overwinnaar" of "Prapichaisongkram" mocht als militaire onderscheiding een dergelijke keten dragen. De negen stenen zouden een bijzondere kracht verlenen aan de drager.
De Grote Keten van Pra Nop werd vervangen door de Keten van de Rachawarabhorn die geen magische edelstenencombinatie bevatte. Deze combinatie werd onderdeel van de Orde van de Negen Edelstenen en het dragen van een keten met de negen edelstenen werd het privilege van de koning.
In het midden van de negentiende eeuw heeft Rama V de Thaise orden hervormd en een stelsel zonder wettelijke kaders in een naar Europees voorbeeld met statuten en precies vastgestelde versierselen en linten gewijzigd. De Keten van de Rachawarabhorn is daarbij komen te vervallen.
Pas in 1917 werd een nieuwe puur militaire orde, de Militaire Orde van Rama ingesteld.